# گومروو (شهرستان ایشیمبایسکی، باشقیرستان)
گومروو (انگلیسی: Gumerovo, Ishimbaysky District, Republic of Bashkortostan) یک شهرک در شهرستان ایشیمبایسکی استان باشقیرستان کشور روسیه است.